# Neon Parallax
 (mars 2023).
La mise en forme du texte ne suit pas les recommandations de Wikipédia : il faut le « wikifier ».
Les points d'amélioration suivants sont les cas les plus fréquents. Le détail des points à revoir est peut-être précisé sur la page de discussion.
- Les titres sont pré-formatés par le logiciel. Ils ne sont ni en capitales, ni en gras.
- Le texte ne doit pas être écrit en capitales (les noms de famille non plus), ni en gras, ni en italique, ni en « petit »…
- Le gras n'est utilisé que pour surligner le titre de l'article dans l'introduction, une seule fois.
- L'italique est rarement utilisé : mots en langue étrangère, titres d'œuvres, noms de bateaux, etc.
- Les citations ne sont pas en italique mais en corps de texte normal. Elles sont entourées par des guillemets français : « et ».
- Les listes à puces sont à éviter, des paragraphes rédigés étant largement préférés. Les tableaux sont à réserver à la présentation de données structurées (résultats, etc.).
- Les appels de note de bas de page (petits chiffres en exposant, introduits par l'outil «  Source ») sont à placer entre la fin de phrase et le point final[comme ça].
- Les liens internes (vers d'autres articles de Wikipédia) sont à choisir avec parcimonie. Créez des liens vers des articles approfondissant le sujet. Les termes génériques sans rapport avec le sujet sont à éviter, ainsi que les répétitions de liens vers un même terme.
- Les liens externes sont à placer uniquement dans une section « Liens externes », à la fin de l'article. Ces liens sont à choisir avec parcimonie suivant les règles définies. Si un lien sert de source à l'article, son insertion dans le texte est à faire par les notes de bas de page.
- La présentation des références doit suivre les conventions bibliographiques. Il est recommandé d'utiliser les modèles {{Ouvrage}}, {{Chapitre}}, {{Article}}, {{Lien web}} et/ou {{Bibliographie}}. Le mode d'édition visuel peut mettre en forme automatiquement les références.
- Insérer une infobox (cadre d'informations à droite) n'est pas obligatoire pour parachever la mise en page.

Pour une aide détaillée, merci de consulter Aide:Wikification.
Si vous pensez que ces points ont été résolus, vous pouvez retirer ce bandeau et améliorer la mise en forme d'un autre article.
 (octobre 2023).

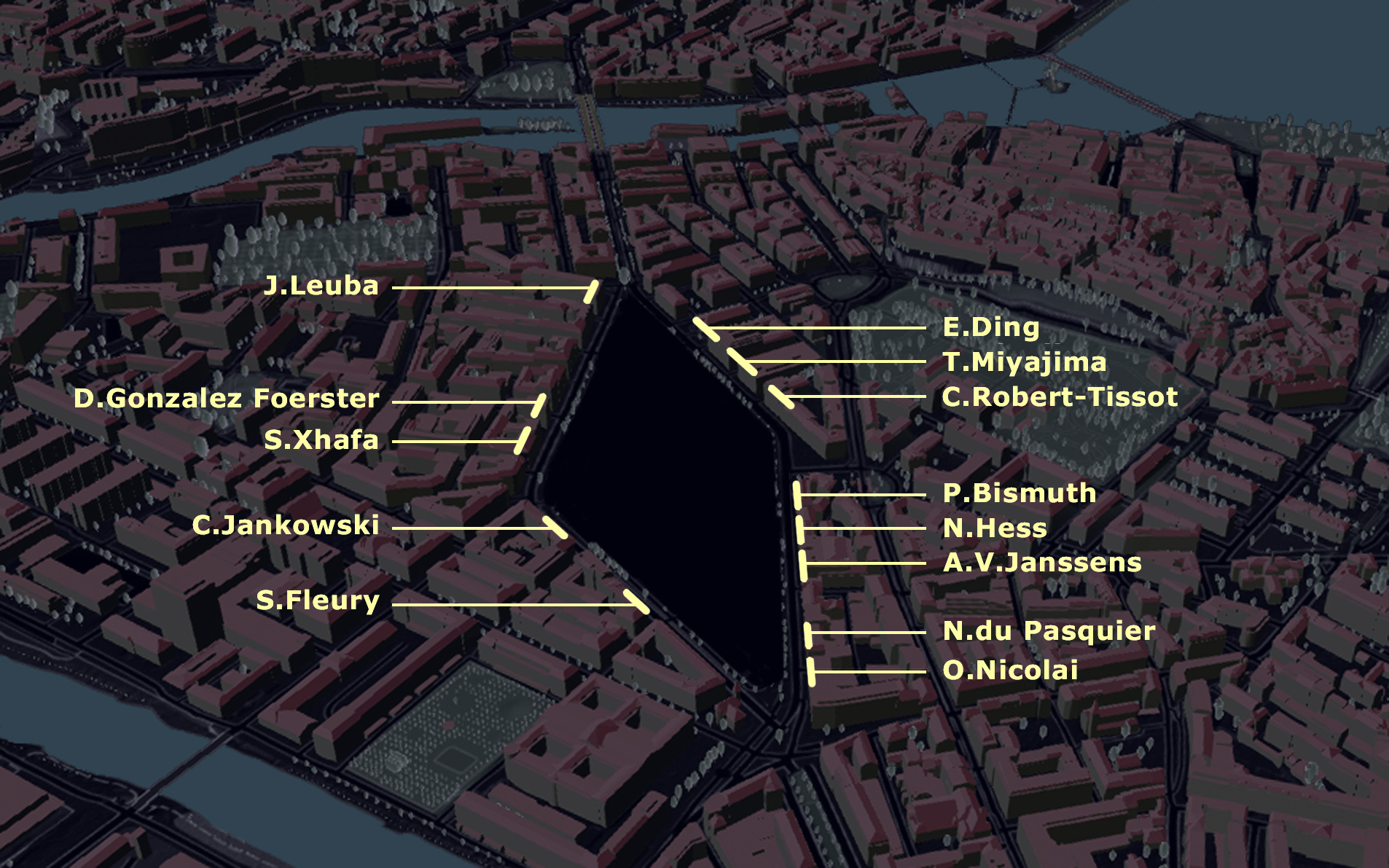
Plan des installations lumineuses de Neon Parallax, Geneve

Neon Parallax est un projet d’art public genevois mis en place depuis 2006. Il est constitué d’œuvres lumineuses situées en toitures de nombreux immeubles du pourtour de la Plaine de Plainpalais,,.

## Évolution de la commande publique
Conçu en 2004 par le curateur suisse Simon Lamunière, Neon Parallax est une réponse spécifique aux commandes d'art pratiquées jusqu'alors : l'affectation de d'une part - en général 1% - du budget de construction d'un édifice public pour y intégrer une intervention artistique. Avec Neon Parallax, l'enjeu de la commande publique change d'échelle pour englober un cadre urbain plus vaste. Le projet inclut un vaste périmètre dont les bâtiments (qui n'appartiennent pas aux commanditaires) ne servent que de support aux œuvres. Les œuvres sont destinées aux usagers de l'espace commun et non pas aux bâtiments qui les soutiennent.
Le projet est géré par les Fonds municipal d'art contemporain de Genève et le Fond Cantonal d'Art de Genève, en collaboration avec les propriétaires des immeubles sur lesquels sont situés les œuvres.

## Site/contexte

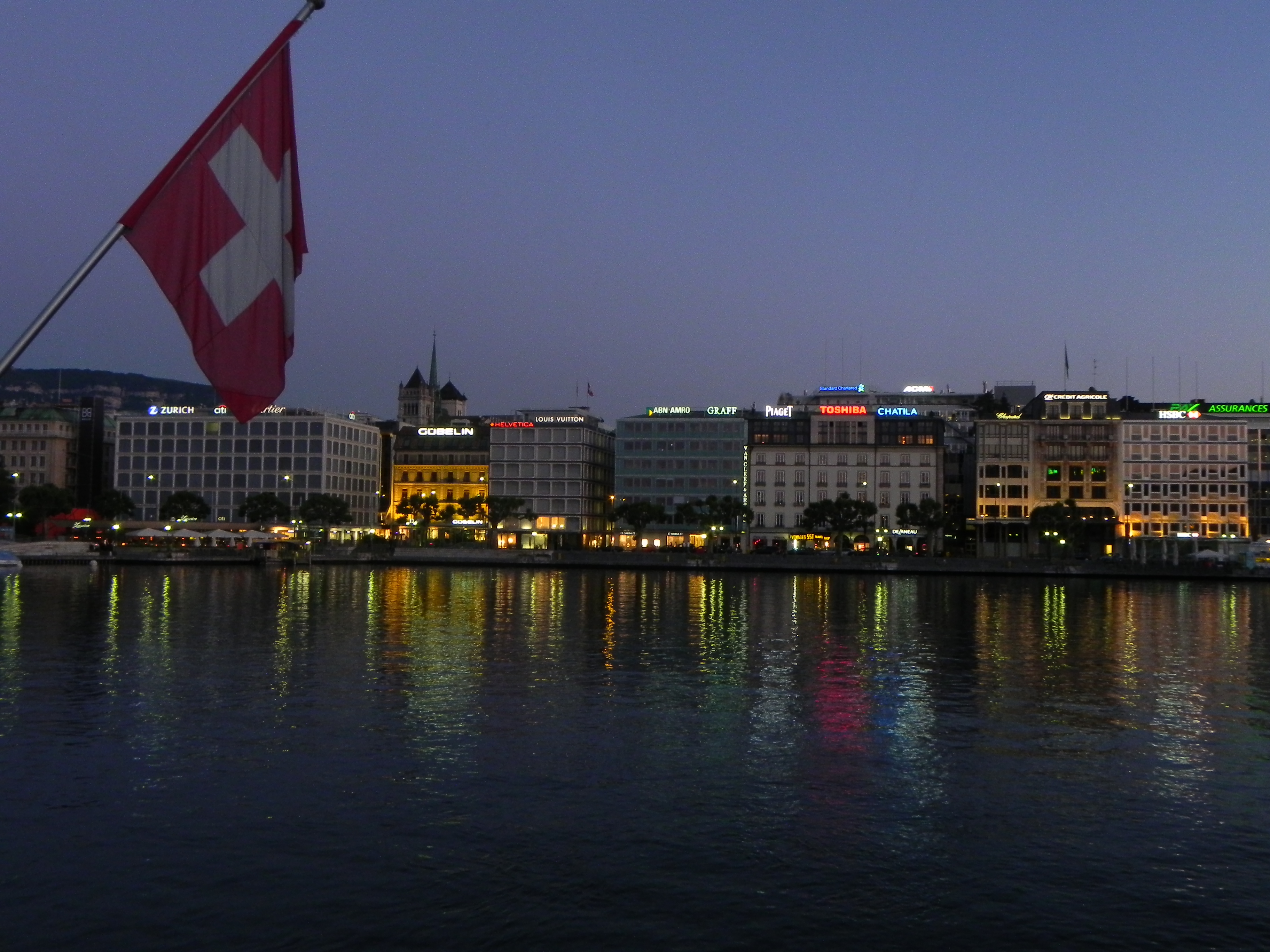
Bord du lac (neons publicitaires)

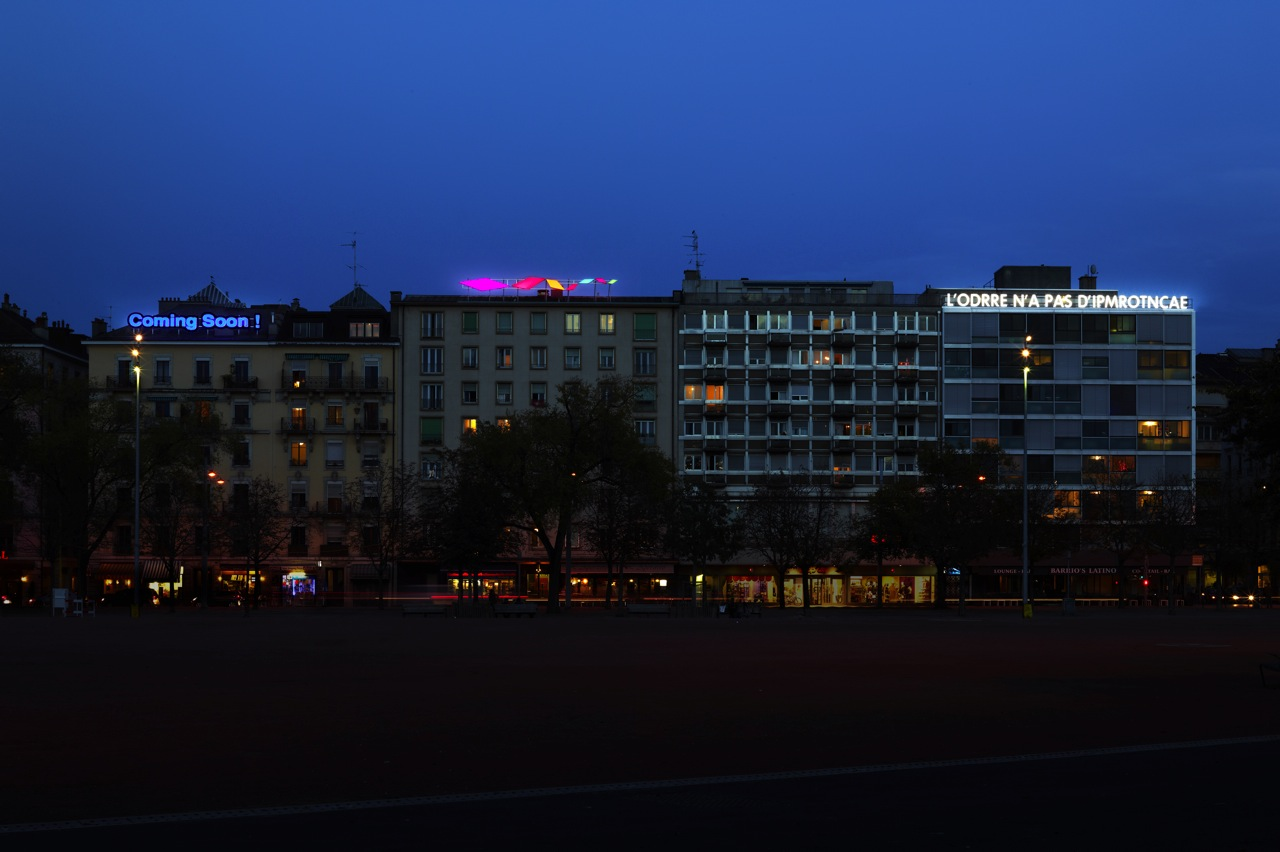
Plainpalais (neons d'artistes)

Au début des années 2000, la Plaine de Plainpalais, malgré sa position centrale, était une vaste place de 95 000 m2, assez désolée et fréquentée alternativement par le marché au puces, la fete foraine ou des cirques.
Un des principes de Neon Parallax était de transposer l'image clinquante et touristique de la rade de Genève vers l'espace populaire et culturel de la Plaine de Plainpalais. La parallaxe s’appuie sur la similitude et la différence de ces deux espaces: la forme en losange, le gabarit des immeubles, le vide central. L'aspect "sponsorisé" de la rade de Genève avec ses enseignes lumineuses d'horlogers prestigieux, d'hôtels, banques et autres entreprises se reflétant sur le lac a un cachet particulier que Neon Parallax rejoue à sa façon au cœur même du centre urbain, tout en évinçant les autres signes publicitaires. La place fonctionne comme une salle d'exposition à l'échelle urbaine.

## Œuvres lumineuses
- «Breath» de Jérôme Leuba, 2007 (démoli en 2017)[10]
- «YES TO ALL» de Sylvie Fleury, 2007 (rue Patru 2)
- «expodrome» de Dominique Gonzalez-Foerster, 2008 (avenue du Mail 11)
- «What I Still Have to Take Care of» de Christian Jankowski, 2008 (avenue du Mail 14b)
- «Axis of Silence» de Sislej Xhafa, 2009 (avenue du Mail 20)
- «Fly a Dragon Kite» de Nic Hess, 2009 (avenue Henri-Dunant 6)
- «L'ODRRE N'A PAS IMPROTNCAE», 2012 de Ann Veronica Janssens (avenue Henri-Dunant 9)
- «Coming soon !» de Pierre Bismuth, 2012 (avenue Henri-Dunant 4)
- «DIMANCHE» de Christian Robert-Tissot, 2012 (boulevard Georges-Favon 35-37)
- «ALDEZBF?» de Olaf Nicolai, 2022 (avenue Henri-Dunant 20)
- «Untitled» de Nathalie du Pasquier, 2022 (avenue Henri-Dunant 14)

Autres œuvres lumineuses sur le pourtour de la Plaine de Plainpalais
- «Fortress of Human Rights de Tatsuo Miyajima, 1997 (boulevard Georges-Favon / Rue General Dufour), Université de Genève, collection FCAC Genève
- «How High Can You Count» de Emilie Ding, 2017 (boulevard Georges-Favon 29), Mirabaud Collection.